# Sportivnyj klub Proton
Lo Sportivnyj klub Proton (in russo Спортивный Клуб Протон?) è un club di pallavolo femminile russo, con sede a Balakovo: milita nel campionato russo di Superliga.

## Storia
Fondato nel 1988 come Volejbol'nyj klub Sinjaja ptica, raggiunge la Superliga del campionato russo già nel 1994. Nel 1997 cambia denominazione in Volejbol'nyj klub Balakovskaja AĖS e ottiene i primi risultati di rilievo: altre a conquistare la Coppa di Russia 1999 ai danni del CSKA Mosca, si classifica tre volte consecutivamente al terzo posto in Superliga, accedendo con continuità alle competizioni europee, dove ottiene un terzo posto nella Coppa CEV 2001-02 e una finale nella Coppa CEV 2004-05, persa contro la Sirio Perugia.
Dopo la retrocessione in Vysšaja Liga A, nel 2009 il club viene rinominato Volejbol'nyj klub Proton e ottiene un'immediata promozione in massima serie. Nel 2018, a causa di contenzioso in merito alla gestione del club tra i vertici dello stesso e gli amministratori regionali con delega allo sport, viene creato un nuovo club, il Volejbol'nyj klub Proton-Saratov, al quale vengono trasferiti i diritti di partecipazione alla Superliga, nonché diversi tesserati e la tradizione sportiva del club; anche questa nuova entità ha vita breve e nel 2020, a causa degli scarsi rapporti tra le autorità locali e i vertici del club, viene messa in liquidazione e sostituita dallo Sportivnyj klub Proton.

## Rosa 2019-2020
| N° | Nome                 | Ruolo | Data di nascita  | Nazionalità sportiva |
| -- | -------------------- | ----- | ---------------- | -------------------- |
| 1  | Irina Klimanova      | C     | 17 agosto 1987   | Russia               |
| 2  | Ksenija Šatalova     | S     | 28 agosto 1992   | Russia               |
| 3  | Anastasija Bavykina  | S     | 6 luglio 1992    | Russia               |
| 4  | Elena Pešechonova    | P     | 22 marzo 1988    | Russia               |
| 5  | Ol'ha Pavljukovskaja | L     | 13 luglio 1988   | Bielorussia          |
| 7  | Marija Doroničeva    | P     | 26 maggio 1997   | Russia               |
| 8  | Anastasija Černova   | S     | 27 dicembre 2002 | Russia               |
| 10 | Ksenija Men'ščikova  | C     | 23 gennaio 2002  | Russia               |
| 11 | Elena Savkina        | S     | 21 giugno 1995   | Russia               |
| 12 | Amaga Džioeva        | L     | 10 febbraio 2001 | Russia               |
| 14 | Julija Grigor'eva    | C     | 16 novembre 1986 | Russia               |
| 17 | Jaroslava Sannikova  | S     | 27 giugno 1996   | Russia               |
| 20 | Aliona Martiniuc     | O     | 22 giugno 1991   | Moldavia             |

## Palmarès
- Coppa di Russia: 1

1999

## Denominazioni precedenti
- 1988-1997: Volejbol'nyj klub Sinjaja ptica
- 1997-2009: Volejbol'nyj klub Balakovskaja AĖS
- 2009-2018: Volejbol'nyj klub Proton
- 2018-2020: Volejbol'nyj klub Proton-Saratov